# Cleveland Rebels
Cleveland Rebels, som bildades 1946 och upplöstes 1947, var en basketklubb från Cleveland i Ohio och som spelade i Basketball Association of America (BBA) säsongen 1946/1947. Hemmaarenan var Cleveland Arena.
Rebels var ett av lagen som spelade den första BAA-säsongen. Laget slöt på 30 segrar och 30 förluster i grundserien och slutade på tredje plats i Western Division. Rebels förlorade i den första slutspelsomgången mot New York Knicks med 1-2 i matcher under sin enda säsong innan laget gick i konkurs.
Efter att Rebels gått i konkurs skulle det dröja ända till säsongen 1970/1971 när Cleveland Cavaliers anslöt till ligan innan Cleveland fick ett NBA-lag igen.